# Ар деко
Арт деко или Ар деко (фр. Art déco) је стил визуелних уметности који је настао у Француској непосредно пред Први светски рат, одакле се раширио у САД и у Европи у 20.-тим и 30.-тим годинама 20. века у индустрији и занатству. У Енглеској овај стил постаје заступљен тек 1940-их, а и Јапан своје извозне производе израђује у маниру арт декоа, док се у Кини јавља његова мешавина с модерним стилом раног 20. века у тзв. стилу Amoy Deco (градови Шангај и Кулансу). Носи карактеристике многих праваца у првом реду кубизма, футуризма и сецесије.
Током 1930-их, у време велике депресије, арт деко је постао у већој мери ублажен. Пристигли су нови материјали, укључујући хромирање, нерђајући челик и пластика. Лепши облик стила, звани Streamline Moderne, појавио се 1930-их, који је имао закривљене облике и глатке полиране површине. Арт деко је један од првих заиста интернационалних стилова, али његова доминација је окончана почетком Другог светског рата, и успон строго функционалних и неукрашених стилова модерне архитектуре и интернационалног стила архитектуре је уследио.

## Име
Термин арт деко је добио своје име, скраћено за arts décoratifs, по Међународној изложби савремене декоративне и индустријске уметности одржаној у Паризу 1925. иако су се различити стилови који карактеришу арт деко већ појавили у Паризу и Бриселу пре Првог светског рата.
Израз arts décoratifs први пут је коришћен у Француској 1858. године; према подацима објављеним у билтену Француског фотографског друштва. Новине Ле Фигаро су 1868. године користиле израз objets d'art décoratifs у контексту предмета за сценографију позорнице створене за Театар де л'Опера. Године 1875, дизајнерима намештаја, дизајнерима текстила, накита и стакла, као и другим занатлијама, француска влада је званично дала статус уметника. Као одговор на то, École royale gratuite de dessin (Краљевска дипломска школа дизајна), основана 1766. године под краљем Лујем XVI за обуку уметника и занатлија у занатима који се односе на ликовне уметности, преименована је у École nationale des arts décoratifs (Национална школа декоративне уметности). Данашње име ENSAD (École nationale supérieure des arts décoratifs) добила је 1927. године.

## Настанак
Настанак овог стила сеже у почетак 20. века када је у Француској била значајно раширена сецесија- са својим једноставним линијама и дречећим колоритом. Поред сецесије су се ту појављивале и модерне тенденције пре свега кубизам.
Ови трендови и залуђивање друштва за све што је модерно, на што су утицали нови проналасци и развој индустрије, утицали су на појаву новог стила који се први пут презентира 1925. године у Паризу на изложби декоративне уметности (Exposition Internationale des Arts Dékoratifs et industriels Modernes). На овој изложби су били представљени предмети примењене уметности на које је утицала појава модернизма.

## Развој и распрострањеност
Иако је нови стил био у почетку одређен пре свега за богате људе и сматрао се луксузом, он је задобио велику популарност у широкој публици и његови су се облици репродуковали у масовној производњи у многим областима.

## Области раширености стила
У овом чланку ће се поменути главне области у којима је ар деко оставио трага.

### Предмети дневне употребе
Предмети који су били одређени за свакодневну употребу су се одликовали великим сјајем, једноставношћу линија и чистим бојама. Приликом израде предмета као што су огледалца, ручни часовници, или светлећа тела почели су се у великој мери употребљавати материјали као: стакло, керамика, модерни бакелит или углачани хром.

### Графика
Плакати и корице књига су карактеризовани снажном контуром, јасним бојама и изражајним словима. Добри пример је шпица у филмском студију Универзал (Universal Pictures)- планета која се окреће са сунчевим системом и натписом Универзал која се и данас употребљава.

### Аутомобилизам
Ар деко је у знатној мери утицао на рађање аутомобилизма. Типични су једноставни облици аутомобила са луксузним ентеријерима са удобном наслоњачом или дрвеним облогама у унутрашњости.

### Архитектура
Најбољи представник овог стила у архитектури је славна зграда у центру Њујорка Емпајер стејт билдинг на којој се виде главне карактеристике стила, чврсто дана линија за разлику од кривих линија сецесије и декоративни ентеријер.

## Амерички арт деко
Амерички Арт деко има своје корене у европским уметностима, посебно у модерном стилу популаризованом на Међународној изложби модерних декоративних и индустријских уметности 1925. године у Паризу, од које Арт деко добија своје име (Exposition internationale des arts décoratifs et industriels modernes). Иако Сједињене Државе нису званично учествовале, Американци — укључујући њујоршког архитекту Ирвина Чанина‍:55 — посетили су изложбу,‍:47 а америчка влада је такође послала делегацију. Њихови извештаји помогли су ширењу стила у Америци.‍:6 Други утицаји укључивали су немачки експресионизам, аустријску сецесију, Ар нуво, кубизам, и орнаменте афричких, централноамеричких и јужноамеричких култура.‍:8–9‍:4 Америчка архитектура Арт декоа попримила би различите облике широм земље, под утицајем локалне културе, закона и укуса.‍:42
Арт деко је ушао у моду баш када се Њујорк брзо трансформисао. Експлозија становништва, успешна економска времена, јефтини кредити и лабаво зонирање комбиновали су се да подстакну грађевински бум. Тржиште некретнина било је толико френетично да су зграде које су стајале само неколико година редовно рушене ради нове градње.‍:42 Нове, веће зграде замениле су више мањих структура на старим парцелама. Количина канцеларијског простора у Њујорку повећала се за 92% крајем 1920-их.‍:49–50
Прописи о зонирању имали су велики утицај на дизајн зграда. Пролиферација све већих облакодера попут 40-спратне Еквитабл зграде подстакла је Њујорк да донесе први градски закон о зонирању у САД, Резолуција о зонирању из 1916. Прописи, намењени спречавању високих зграда да блокирају светлост и ваздух на нивоу улице, захтевали су да се зграде "повуку" од нивоа улице у зависности од ширине улице и зониране области. Након што се зграда уздигла и повукла да покрије 25% парцеле, укупна висина није била ограничена.‍:48 Утицај нових прописа није се материјализовао до касније у деценији, јер је улазак Америке у Први светски рат успорио градњу.
Ране зграде изграђене у складу са новим прописима чиниле су то без маште — Хекшер зграда у Мидтауну (завршена 1921) повлачила се равномерно попут гомиле кутија како се уздизала — али су уследиле инспиративније интерпретације закона. Велики утицај на резултирајуће облакодере имао је Елиела Саринена другопласирани дизајн за чикашки Трибјун Тауер, који се сматрао новим стилом различитим од ранијих готичких или класичних архитектура.‍:7–8 Такође су били утицајни архитекта и илустратор Хју Ферис са својом серијом спекулативних архитектонских илустрација које истражују како направити зграде које испуњавају захтеве зонирања.‍:4 Ферисове илустрације замишљале су зграде као скулптуралне форме уместо једноставних кутија. Архитекта Талбот Хамлин описао је Ферисов рад као "чаробни штапић који ослобађа архитектуру америчког града из њене ноћне море [...] Висока зграда више није изгледала као да је грађена на километре и одсечена по наруџбини, већ је била компонована прелом за преломом, контрафор за контрафором. Могућности поезије ушле су у игру."‍:48–49
Претече Арт деко облакодера који су ускоро никли широм града биле су зграде попут Рејмонд Худове Америчка Радијатор зграда (1924), која је била неоготичка у општем стилу, али је имала апстрактне орнаменте који ће карактерисати Арт деко. Још једна рана прелазна зграда била је Медисон Белмонт зграда на адреси 181 Медисон Авенија (1924–1925), која је имала традиционалне орнаменте и организацију на горњим спратовима, у комбинацији са Арт деко мотивима на доњим спратовима. Арт деко гвожђарију обезбедио је Едгар Брант, који је допринео улазним капијама за Париску изложбу 1925.‍:1,5–6 Један од првих Арт деко облакодера била је Њујоршка телефонска компанијска зграда, изграђена између 1923–1927. и дизајнирана од стране Ралфа Томаса Вокера. Њена пригушена боја и орнаменти нису у потпуности демонстрирали стил који је ускоро процветао широм града, али су њена масивност и вертикалност биле потпуно модерне и раскинуле су са установљеним архитектонским стиловима.‍:34–5
У Финансијском дистрикту и центру Менхетна, силуета града је брзо трансформисана пролиферацијом Арт деко високих зграда.‍:6 Зграда Њујоршке телефонске компаније била је украшена мотивима изведеним из астечких дизајна, а лоби је имао сводни плафон са фрескама које приказују историју комуникације.‍:111 Остали значајни Арт деко небодери у центру укључују Зграду Irving Trust компаније (1929–1931), дизајнирану са "завесом" екстеријером и мозаицима које је произвела Хилдрет Мејер у ентеријеру;‍:99–102 120 Вол стрит (1929–1930), са обликом торте за венчање и базом од црвеног гранита и кречњака;‍:71 и Зграду City Bank-Farmers Trust (1930–1931), са апстрактним главама дуж фасаде које гледају на ниво улице, и бронзаним вратима која приказују методе транспорта.‍:106–109 Последњи небодер изграђен пре Другог светског рата у Финансијском дистрикту био је 70 Пајн стрит, завршен 1932.‍:102 Имао је јединствене лифтове са двоструком палубом који су опслуживали два спрата лобија, дизајниране да максимизирају профитабилни простор малог плаца.‍:21–22
У поређењу са центром, који је већ имао небодере који датирају из претходног века и мање доступних плацева, Мидтаун Менхетн је тек почињао да развија своју силуету када је Арт деко постао популаран. Његов пословни дистрикт је процветао након изградње Гранд сентрал терминала и подземног постављања железничких пруга које су отвориле нове плацеве за развој. 42. улица постала је главна Арт деко саобраћајница Мидтауна, угостивши неке од најпознатијих небодера града.‍:75 Једна од најранијих била је Чанин зграда (1927–1929), седиште Чанин грађевинске компаније. Имала је контрафоре који евоцирају минијатурне небодере на спољашњости, заједно са апстрактним цветним рељефима на нижим спратовима. Унутра, лоби је укључивао бронзане решетке које славе економске прилике града.‍:84–5
Њујоршки архитекти су се нашли у бесној трци за титулу највише зграде на свету, а неколико Арт деко зграда се борило за ту титулу. До краја 1930. више од 11 планова зграда имало је више од 60 спратова; међу њима су били Крајслер зграда и Емпајер стејт билдинг, чија је висина повећана у односу на раније нацрте. У конкуренцији са 40 Вол стрит за титулу највише зграде, архитекта Вилијам Ван Ален је тајно конструисао челични шиљак Крајслер зграде дуг 185 ft (56 m) унутар саме зграде, подигавши га и учврстивши га на позицију у једном дану, освојивши тако титулу највише зграде.‍:82 Тријумф је био кратког века; месец дана касније бивши гувернер и бизнисмен Ал Смит је ажурирао планове за Емпајер стејт билдинг, додавши више спратова и сопствени шиљак од 200 стопа.
Шиљак Крајслер зграде подигнут је само дан пре октобарског берзанског краха 1929. године који је покренуо економске турбуленције Велике депресије. Непосредни утицај Депресије био је смањење градње свих врста; једна архитектонска фирма је са 17 поднетих планова за зграде до 30 спратова у 1929. години пала на само три плана у 1930. години, од којих је највиша имала четири спрата. Обим неких постојећих градњи такође је смањен; Metropolitan Life компанија је намеравала да освоји титулу највише зграде са Северна зграда Metropolitan Life, али је градња заустављена током пада и никада није настављена, остављајући је као "огромни пањ" од 31 спрата уместо планираних сто.‍:56–7 У сенци продубљивања Депресије, Метрополитен опера је одустала од својих планова да се пресели у нови комплекс на три блока који је финансирао Џон Д. Рокфелер Млађи. Рокфелер је одлучио да настави са изградњом Рокфелер центра, ангажујући три различите архитектонске фирме. Архитекте су замислиле план за зграде распоређене на неколико оса, обложене истим материјалима. У центру је био 30 Рокфелер плаза.‍:111–12 Рокфелери су издвојили 150.000 долара ($2,823,000 прилагођено инфлацији) само за уметност на плази, испунивши простор сликама, рељефима и скулптуралним формама.‍:16 Декоративне карактеристике се фокусирају на достигнућа човечанства, митологију и приче о образовању и трговини.‍:18, 33

### Арт деко у Њујорку
Врхунац Арт деко небодера ефективно је окончан Великом депресијом, али Арт деко се проширио по целом граду у безброј облика.‍:7 Арт деко се показао као популаран стил за све већи број модерних комерцијалних грађевина које су се умножавале током тог периода - робне куће, новинске канцеларије и транспорт.‍:7‍:24 Првобитно преовлађујуће мишљење било је да ће се тржиште некретнина брзо опоравити. Да би власници земљишта премостили период док се економски услови не побољшају, многи су градили "пореске обвезнике" на својим плацевима - једноспратне или двоспратне зграде. Упркос томе што су биле намењене као привремене, многе од ових зграда остале су деценијама након тога. Један такав Арт деко порески обвезник била је банка East River Savings на 22 Кортланд стрит, која је заменила петнаестоспратну зграду из 1890-их. Њујорк тајмс је назвао тај плац "највреднијим комадом њујоршких некретнина за пореског обвезника у граду."‍:32 Иако је била скромнија зграда, структура је опремљена полираним каменим орловима, унутрашњим мермером, а некада је имала и мурал од 3.000 sq ft (280 m2) који је приказивао Ист ривер.‍:32 Завршене спекулативне зграде суочиле су се са проблемима у тешкој економији - Емпајер стејт билдинг је више зарађивао као туристичка атракција него од станара, а пословне зграде широм Мидтауна биле су под притиском агресивног удварања Рокфелер центра станарима.‍:58
Како су 1930-е напредовале, тржиште изнајмљивања почело је да се побољшава, а темпо градње се повећао. Зграде које су изграђене у овом периоду тежиле су да буду уздржаније, са сивљим, строжим верзијама Арт декоа; Блетер сугерише да је ова промена била због утицаја механизације, а раскошан, колоритан изглед ранијег стила сада је изгледао "фриволан".‍:69–71 Тера кота декорација замењена је глаткијим, заобљеним површинама, и металним облогама стримлајн дизајна инспирисаног возилима.‍:69–71 Током целог Арт деко периода, цигла је била најчешћи грађевински материјал за обичне зграде, али чак и овде су зидари стварали геометријске дизајне наизменичним мењањем боје цигле или редоследа слагања.‍:115
Арт деко је био популаран избор за биоскопе и позорнице које су се градиле у то време, прикладан избор с обзиром на то да је и сам Арт деко налазио инспирацију у дизајну из филмова, укључујући немачки експресионистички радови као што је Метрополис Фрица Ланга.‍:64–66 Арт деко позоришта у граду укључивала су Зигфелд театар, експлицитан пример метафоре зграде-као-сцене, са фасадом која укључује просценијум који одражава онај у унутрашњости.‍:19 Како су се Бурне двадесете завршавале, тако се завршило и доба великих биоскопских дворана, а мања Арт деко позоришта попут Метро театра на Горњем Вест Сајду и RKO Midway театра у Риџвуд, Квинс служила су скромнијој публици.‍:164, 232
Како се град развијао према северу, најпрестижније робне куће и продавнице Менхетна преселиле су се у Мидтаун.‍:121 Дуж Пете авеније, успон Емпајер стејта и других Арт деко зграда поклопио се са трансформацијом улице из "миљонерске миље" богатих резиденција у средњокласно комерцијално пословање.‍:43–44 Тифани и Ко. главна продавница на адреси 727 Пета авенија, изграђена 1940. године, дизајнирана је да има луксузне погодности укључујући централно климатизовано.‍:37 Њен спољашњи изглед карактеришу прозорски оквири од нерђајућег челика у комбинацији са мермером и кречњаком, намењени да повежу зграду са класичном архитектуром. На 59. улици, Блумингдејлс се проширио да обухвати цео градски блок 1930. године, са новим додатком који има црно-златну фасаду украшену декоративним металним решеткама.‍:122–3 Додатне значајне Арт деко робне куће широм града укључују Робну кућу Сирс Робак и Компанија у Флетбуш, Бруклин, и Робну кућу Монтгомери Вард у Џамејка, Квинс.‍:237
Остале значајне Арт деко комерцијалне зграде у граду укључивале су бројне хотеле, укључујући Валдорф Асторију. Оригинална зграда са тим именом била је срушена да направи место за Емпајер стејт билдинг, а нова зграда је црпила инспирацију из ње, дизајнирана више као небодер него као традиционални хотел. Архитекте Шулц и Вивер дизајнирали су двоструке торњеве од кречњака и цигле, и укључили апартман за председника и приватну железничку линију од Гранд сентрала.‍:41‍:109 Апартмански хотели су цветали у овом периоду као начин да се ужива у луксузном животу без трошкова одржавања приватног дома. Есекс хаус је у време своје изградње био један од највећих апартманских хотела у граду. Он има позлаћене мотиве замрзнутих фонтана и цветне обрасце који се уздижу изнад главног улаза. Даље узводно, Карлајл хотел је комбиновао две зграде (једну стамбену кућу, другу хотел) и црпио инспирацију из Вестминстерске катедрале, иако са модерним Арт деко додирима; фасада је разбијена беж тера кота тракама исписаним геометријским V-овима и биљним облицима.‍:130, 173–4
Уз комерцијални бум 1920-их, Њујорк је доживео огроман пораст стамбене изградње; 20 процената свих нових станова изграђених у САД у тој деценији изграђено је у Њујорку.‍:254‍:300–303 Стамбене зграде су порасле са 39 процената изградње 1919. на 77 процената 1926. године.‍:254 Ера Арт декоа поклопила се са преласком Њујорчана са најамних кућа (вишепородичне куће са заједничким просторијама) и кућа у низу, на стамбене зграде (једнопородичне собе са засебним купатилима). Инвеститори су почели да граде станове циљајући средњу класу.‍:252–253 Урбани Арт деко је био начин да се привуку потенцијални станари и задрже у граду, уместо у предграђима.‍:23 Раст подземне железнице такође је подстакао нову Арт деко архитектуру. Инвеститори су градили нове спекулативне станове у неразвијеним областима до којих су допирале нове линије подземне железнице, а становништво Њујорка се ширило ка споља.‍:204 Велика већина ових нових станова широм градских четврти завршавала се на шест спратова, јер је градња седам спратова или више захтевала скупље ватроотпорне материјале.‍:23 Пад на тржишту некретнина 1930-их подстакао је присталице Њу дила да се фокусирају на непрофитно и ограничено профитно становање како би обновили запуштене делове града или се проширили изван његових тренутних граница.‍:121–122 Примери ових иницијатива за становање са ограниченим профитом могу се наћи широм градских четврти, посебно у Санисајд, Квинс. Да би уштедели новац, средњокласни Арт деко често је користио "ливени камен" (бетон) уместо скупог резбареног камена, поново користећи калупе за понављање дизајна и облика.‍:24
На Менхетну, Арт деко станови никли су широм општине. На Горњем Ист Сајду, Рејмонд Худ и Џон Мид Хауелс добили су задатак да изграде малу стамбену зграду 1927. године за власника Дејли њуза. Њених десет спратова има сребрне прозорске спандреле са геометријским дизајнима и цик-цак линијама, и добила је медаљу Америчког института архитеката за демонстрирање пионирског облика новог модерног архитектонског стила.‍:171–2 Једна од ретких познатих Арт деко градских кућа изграђена је у близини на Источној 80. улици као резиденција за банкара Лионело Перера. Њена скромна фасада од цигле разбијена је различитим узорцима, са геометријским каменим тракама које раздвајају спратове и декоративним металним улазом. Резиденцију је касније поседовала колекционарка Арт декоа Барбра Страјсенд, чинећи је њеним највећим комадом.‍:172–173
Преко града, неке од првих великих стамбених зграда које су примиле утицај Арт деко пословних зграда и небодера у центру града биле су сестринске зграде Величанствени и Век. Заједно са Ел Дорадом, који су дизајнирали Маргон и Холдер у сарадњи са Емери Ротом, ови апартмани са два торња трансформисали су силуету Централ парк веста.‍:139, 150 Рот је генерално избегавао модернистичке дизајне у свом раду (Сан Ремо и Бересфорд у истој области су били у италијанском стилу) али је допринео даљим Арт деко апартманима у овом делу града, укључујући Ардсли на адреси 320 Централ парк вест. Према крају 1930-их, више стримлајн модерне дизајна попут Нормандије (опет Рот) и 10 Вест 74. улица (Х. Херберт Лилијен) имали су суздржаније цигле и хоризонталне брзе линије.‍:146, 158 У северном Менхетну, Вашингтон Хајтс се испунио скромнијим Арт деко апартманима, са погодностима као што су спуштене дневне собе, прозори на шарке и лифтови.‍:183–4
У Бруклину, станови и куће 1920-их и 30-их испунили су претходно ретко насељену земљу од терминалне морене острва до јужне обале.‍:303 Арт деко станови и комерцијалне зграде променили су карактер нових или развијајућих суседстава.‍:213 Океан авенија и делови Кингс хајвеја испунили су се бројним Арт деко стамбеним зградама, попут 832 Океан авеније, изграђене 1931. године од стране плодних бруклинских архитеката Нејви и Кавовит. Обложена жутом циглом, стубови покривени ливеним каменом наглашавају вертикалност и подсећају на небодере на Менхетну.‍:216–7 У Брајтон Бичу, стари хотели и хиподроми у области уступили су место Арт деко становима, укључујући 711 Брајтвотер корт (1934), опремљен бујно обојеном тера котом у џунгла и геометријским узорцима.‍:224
Најгушћа концентрација Арт деко зграда у Њујорку је у западном Бронксу центрираном дуж Гранд конкурса, са отприлике 300 зграда изграђених између 1935. и 1941.‍:60‍:195 Многе од зграда деле стилове и архитекте са стамбеним зградама преко реке у Вашингтон Хајтсу.‍:181 Једна од првих, и највеличанственијих, Арт деко стамбених зграда дуж Конкурса био је Парк Плаза апартмани, завршен 1931. Намењен да се уздигне десет спратова пре него што је оштећен пожаром током изградње, коначна зграда има осам спратова и украшена је светлом полихроматском тера котом. Парк Плаза је била прва Бронкс Деко стамбена зграда Хорас Гинсберн и сарадника, који су помогли да се промени лице општине. Ове зграде су имале Деко обележја геометријских узорака и обојене цигле, са индиректно осветљеним јавним ентеријерима поплочаним плочицама, урамљеним металом и покривеним мозаичким плафонима. Приватни ентеријери су имали спуштене дневне собе, прозоре који се протежу око углова и обиље простора за ормаре; изнутра и споља ови станови су дизајнирани да привуку модерну, "нову богату" средњу класу.‍:261–263‍:61–64 У поређењу са чувеним архитектама Менхетна који су често студирали на престижним школама, многи архитекти Арт декоа у спољним општинама били су Јевреји, студирали су на локалним уметничким школама и заборављени су за једну генерацију.‍:64–66
Темпо јавних радова се повећао након Првог светског рата, а посебно током Велике депресије.‍:38 Градоначелник Фиорело Х. Ла Гвардија видео је Депресију као прилику да преобликује град,‍:316–317 и предводио је мноштво пројеката јавних радова. Град је имао велике користи од Френклин Рузвелтовог програма Новог договора Управа за напредак рада, основаног да пружи помоћ. У 1935. и 1936. години, само град је добио једну седмину свих средстава УНР-а. Новац је отишао на пројекте као што је мрежа јавних базена широм града, са Кротона парком у Бронксу и Томпкинсвил базеном на Стејтен Ајленду који су изграђени са Арт деко украсима.
Арт деко утицао је на многе аспекте јавних радова Њујорка током овог периода; до касних 1930-их, већина Арт деко зграда били су општински пројекти, а не комерцијални.‍:71 Зграда здравства на адреси 125 Worth Street (око 1932–1935) има металне решетке и дизајне везане за здравље око улаза, које је дизајнирао немачки занатлија Оскар Бруно Бах, који је производио прилагођене металне радове за Крајслер и Емпајер стејт билдинг. Остале Арт деко зграде за санитарије укључују Постројење за контролу загађења воде на острву Толман у Квинсу и Менхетн Грит Чејмбер у Ист Харлему. Арт деко библиотеке из тог периода укључују Централну библиотеку Јавне библиотеке Бруклина. Иако је изградња почела 1911. године, до 1930. још увек није била завршена. Библиотека је 1935. године ангажовала нове архитекте који су се држали оригиналног отиска, али су одбацили грчко-римске елементе у корист модерног изгледа. Резултирајућа фасада је штуро украшена, са главном декорацијом у виду пилона од 50 ft (15 m) који илуструју уметност и науку са позлаћеним сликама, који уоквирују улазна врата окружена позлаћеним бронзаним рељефима фигура из америчке књижевности.‍:221–2
Арт деко је такође заступљен у градским транспортним и масовним транзитним мрежама. Станице подземне железнице Независни систем подземне железнице (ИНД) дизајниране су од касних 1920-их. Сквајер Џ. Викерс, који је дизајнирао стотине станица за градски метро, дизајнирао је Арт деко здања за станице као што су станица 181. улица у Вашингтон Хајтсу, станица Четврта авенија у Парк Слоупу, станица Јорк стрит у Дамбоу, и ИНД подстанице попут оне на Западној 53. улици у Мидтауну.‍:117, 220 Остали главни Арт деко пројекти укључивали су Њујоршки општински аеродром, од којег је остао Терминал за поморске ваздухоплове, и вентилациони тунели и портали Линколн тунела, који је отворен 1937. године и повезује Њу Џерзи и Менхетн.
Прва Арт деко школа у граду била је Јавна школа 98 у Бронксу, једна од првих нових школа изграђених да успостави посебан програм јуниор хај скула у граду. Јавној школи 98 придружила се Средња школа Јованке Орлеанке на Горњем Вест Сајду, једна од првих зграда које је дизајнирао Ерик Кебон, надзорник школских зграда у Одбору за образовање Њујорка који је на крају дизајнирао више од 100 школа за град. Средња школа је дизајнирана више као небодер него као традиционална школска зграда, са дугим циглним стубовима који се уздижу да би сместили две хиљаде ученика. Улаз висок три спрата садржи натпис имена школе и симболе из приче о Јованки Орлеанки.‍:162–3 Остале школе укључују Самјуел Гомперс индустријску средњу школу у Бронксу и бившу Јавну школу 48 у Квинсу.
У Њујорку је изграђено мало верских објеката у Арт деко стилу; уметник Дон Влак је написао да су архитекти можда осећали да су ограничени на традиционалније стилове с обзиром на своје конзервативне конгрегације.‍:128 Црква небеског одмора и Лутеранска црква Светог Луке имају Арт деко елементе уз своје традиционалније, нео-готичке елементе, док Друштво за унапређење јудаизма спаја модерне елементе са традиционалним јеврејским мотивима уместо геометријских облика, при чему неки називају резултат "Модерни семитски".‍:149 Четврта црква Христа научника (сада синагога) је редак пример хришћанске науке Арт декоа било где у земљи,‍:185 док Синагога Рего Парк пружа касни пример Арт деко синагоге. Остале зграде укључују Баптистичку цркву Тројства и Храм Емануел у Њујорку, обе на Горњем Ист Сајду.‍:110, 128

### Пад и наслеђе
Изложба архитектуре у Музеју модерне уметности 1932. године представила је Интернационални стил Њујорчанима.‍:77 Док је Арт деко фаворизовао орнаментацију, Интернационални стил је фаворизовао неукрашене фасаде; Блетер је сумирала Интернационални стил као "мање је више", а Арт деко као "више него довољно."‍:41–42; 71–73 Зграде Интернационалног стила, са својим нагласком на прозрачном стаклу и хоризонтали,‍:180 сада су биле модерне и узбудљиве, док је Арт деко постао виђен као застарео и повезан са тешким временима Депресије.‍:7–8 Интернационални стил и модернизам заменили су Арт деко када је изашао из моде током и након Другог светског рата;‍:77 многе мање комерцијалне зграде су преуређене да одговарају најновијим укусима.‍:131
Улога Арт декоа као првог интернационалног стила, и његов значај, били су углавном заборављени деценијама.‍:4 Арт деко није поново процењен и формално именован и категоризован све до 1960-их.‍:7–8 Пишући 1975. године, Сервин Робинсон је приметио да је по стандарду директног стилског утицаја, Арт деко имао практично никакав утицај на савремене зграде - али по свом утицају на карактер самог Њујорка, Арт деко је "помогао да се кристализује наша слика Готама."‍:4 Стил је инспирисао изградњу у 21. веку у граду користећи Деко детаље дизајна или грађевинске материјале.
Пад у богатству Њујорка у другој половини 20. века узроковао је оштећење и губитак многих Арт деко зграда.‍:61 Мање комерцијалне зграде и позоришта су често потпуно изгубљени, док је до 1970-их мало Деко небодера и даље имало нетакнуте лобије.‍:2 Нунан Плаза апартмани Хораса Гинсберна на Гранд конкурсу претрпели су тешки вандализам, са стакленим кровним прозорима истргнутим из оквира да би се продали као стари метал. На крају су обновљени 1980-их захваљујући напорима Гинсберновог сина и новог власника.‍:203 Пожељност Арт деко предмета довела је до тога да су зграде биле огољене од своје орнаментације да би се препродавале део по део.‍:9
Модерни покрет за историјско очување у Њујорку подстакнут је губитком старе Пенсилванијске станице 1960-их, што је довело до оснаживања Комисије за очување знаменитости града Њујорка да заштити историјске зграде. Дон Влак је сматрао чињеницу да ниједна Арт деко зграда није била проглашена знаменитошћу до 1974. примером дуготрајне пристрасности против стила.‍:2 Неке од првих заштићених Арт деко зграда били су Крајслер зграда и Чанин зграда 1978. године. Неки власници зграда борили су се против неких или свих одредби; Џенерал Електрик се успешно борио против означавања унутрашњости RCA Victor зграде као знаменитости, а унутрашњост Радио Сити Мјузик Хола је проглашена знаменитошћу тек након жестоке битке са власницима Мјузик Хола, који су желели да га сруше. Комисија за знаменитости добила је више од 100.000 потписа који су захтевали статус знаменитости.
Неке Арт деко зграде су срушене пре него што су постале подобне за заштиту. На пример, Доналд Трамп је срушио 12-спратну Бонвит Телер зграду на Петој авенији и 57. улици 1980. године; кречњачки рељефи које је Трамп обећао Метрополитен музеју уместо тога су разбијени пнеуматским чекићем и уништени. Други Арт деко губици, као што је Нова тржна зграда у Саут Стрит Сипорту, били су окружени заштићеним дистриктима али нису били довољно стари да би првобитно били укључени, и касније им је одбијен статус знаменитости. Да би избегли статус знаменитости, власници земљишта ће понекад журити да сруше зграду или унаказе фасаду. С обзиром да се унутрашњост и спољашњост зграда одвојено проглашавају знаменитостима, чак и заштићене зграде могу изгубити своје јединствене Деко карактеристике - као што је Макгроу-Хил зграда, чији је јединствени стримлајн метални и емајлирани лоби уништен у реновирању 2021. године.
Групе попут Друштва за Арт деко Њујорка (ADSNY) организују предавања и туре о архитектури града, као и заговарање очувања преосталог Декоа у граду. Ветеран Комисије за знаменитости Њујорка Ентони В. Робинс написао је да деценијама након успона и пада Арт декоа, стил "преживљава и цвета" у Њујорку. Некада смеле зграде постале су градске историјске знаменитости,‍:8 а нови грађевински пројекти црпе инспирацију из стила.

## Галерија
- Плакат за прве Зимске олимпијске игре
- Кип Христа искупитеља, Рио де Жанеиро, 1926.-'30.
- Хотел Фермонт Пис, Шангај (1929)
- Унутрашњи сат у згради Гардиан, Детроит (1929)
- Врата лифта у Крајслеровој згради, Вилијам Ван Ален (1927.–'30)
- Предворје зграде Источне Колумбије, Лос Анђелес (1930)
- Филипс радио (1931)
- Рељеф предворја Дејли експреса, Лондон (1932)
- Зграда министарства прехране, Токио (1936)
- Биоскоп Имперо, Асмера, Еритреја (1937)
- Хотел Делано, Мајами (1947)
- Мајаковска постаја московског метроа (1936)
- Пол Маншип, Прометеј, Рокефелер центер, Њујорк (1937)
- Намјештај и тепих касног арт декоа, Жил Лелеу (1930-их)